# Пежо тип 93
Пежо тип 93 (фр. Peugeot Type 93) је моторно возило произведено 1907. од стране француског произвођача аутомобила Пежо у њиховој фабрици у Лилу. У том раздобљу је укупно произведено 164 јединице.
Возило покреће четвороцилиндрични четворотактни мотор који је постављен напред, а преко ланчаног преноса је пренет погон на задње точкове. Његова максимална снага била је 28 КС и запремине 6.371 cm³.
Тип 93 је произведен у три варијанте 93 А, 93 Б и 93 Ц. Облик каросерије је дупли фетон и има места за четири особе.